# 에이테크솔루션
에이테크솔루션(A-Tech Solution Co. Ltd.)는 대한민국의 기업이다. 본사는 경기도 화성시 정남면 가장로 277에 위치해 있으며 대표이사는 유영목이다.

## 상장
2009년 4월 17일에 공모가 5,400원에 코스닥 시장에 상장하였다.

## 참고문헌
1. ↑  에이테크솔루션, 삼성 2대 주주...삼성 AI 휴머노이드 로봇 신사업 등에 삼성전문 금형 ‘주목’, 서울경제, 2023-09-04
2. ↑  "삼성전자 투자 지분 큰 중견기업 1위 '에이테크솔루션", 노컷뉴스, 2023-06-28